# Дудинський Юрій Костянтинович
Юрій Костянтинович Дудинський (нар. 27 березня 1951, Донецьк) — радянський футболіст, колишній нападник, пізніше півзахисник донецького «Шахтаря». Координатор Центру дитячо-юнацького футболу ФК «Шахтар».

## Спортивна біографія
Ази футболу осягав під керівництвом Георгія Бікезіна та Петра Пономаренка. У «Шахтар» потрапив у кінці 1968 року, після того, як з командою виграв (єдиний раз в історії) чемпіонат СРСР серед юнаків. Два роки провів у дублі, а в сезоні-1970 почав з'являтися в основному складі. Деб'ютував у домашній грі з тбіліськими динамівцями. Вийшов на заміну у другому таймі, коли "Шахтар" програвав 0:1, і з його пасу Пилипчук забив гол у відповідь, а зустріч завершилася внічию 1:1.
Розпочинав кар'єру центральним нападником. У юнаків і в дублі грав на позиції центрфорварда, багато забивав. В основі «Шахтаря» деб'ютував на місці лівого півзахисника. А правим хавбеком став з легкої руки Олега Базилевича, який очолив команду в 1972 році, після того як вона вилетіла у першу лігу.
Серйозно пошкодив праве коліно ще в сезоні-1972, після лікування болі в коліні пройшли. Однак коліно стало нагадувати про себе в кінці 1978 року, деякий час грав на уколах. Необхідне було хірургічне втручання, однак на операцію не наважився і у віці 28 років завершив футбольну кар'єру.
В єврокубках у складі «Шахтаря» провів 9 матчів.
Згодом зайнявся роботою з підростаючим поколінням, очолив СДЮШФ «Шахтар». За його ініціативою в Макіївці в кінці 90-х була створена футбольна школа. У цей час — координатор Центру дитячо-юнацького футболу ФК «Шахтар».